# Hladov
Hladov település Csehországban, a Jihlavai járásban. Hladov Opatov, Dlouhá Brtnice, Sedlatice és Stará Říše településekkel határos. Lakosainak száma 175 fő (2024. január 1.).

## Népesség
A település lakosságának változását az alábbi diagram mutatja:
| Lakosok száma | 268  | 276  | 311  | 256  | 175  | 130  | 168  | 172  | 169  | 175  |
|               | 1869 | 1890 | 1921 | 1950 | 1980 | 2001 | 2017 | 2019 | 2022 | 2024 |